# Cuon
|  | Aquest article tracta sobre el municipi francès. Si cerqueu el gènere de mamífers, vegeu «Cuon (gènere)». |

Cuon és un municipi francès al departament de Maine i Loira (regió de País del Loira). L'any 2007 tenia 575 habitants.

## Demografia

### Població
El 2007 la població de fet de Cuon era de 575 persones. Hi havia 227 famílies de les quals 55 eren unipersonals (31 homes vivint sols i 24 dones vivint soles), 74 parelles sense fills, 78 parelles amb fills i 20 famílies monoparentals amb fills.
La població ha evolucionat segons el següent gràfic:

### Habitatges
El 2007 hi havia 273 habitatges, 232 eren l'habitatge principal de la família, 18 eren segones residències i 22 estaven desocupats. 265 eren cases i 4 eren apartaments. Dels 232 habitatges principals, 165 estaven ocupats pels seus propietaris, 65 estaven llogats i ocupats pels llogaters i 3 estaven cedits a títol gratuït; 3 tenien una cambra, 13 en tenien dues, 36 en tenien tres, 73 en tenien quatre i 107 en tenien cinc o més. 187 habitatges disposaven pel capbaix d'una plaça de pàrquing. A 101 habitatges hi havia un automòbil i a 118 n'hi havia dos o més.

### Piràmide de població
La piràmide de població per edats i sexe el 2009 era:
| Homes | Edats   | Dones |
| ----- | ------- | ----- |
| 0     | 95 o +  | 0     |
| 0     | 90 a 94 | 0     |
| 0     | 85 a 89 | 4     |
| 0     | 80 a 84 | 12    |
| 12    | 75 a 79 | 12    |
| 20    | 70 a 74 | 24    |
| 12    | 65 a 69 | 12    |
| 4     | 60 a 64 | 12    |
| 12    | 55 a 59 | 16    |
| 20    | 50 a 54 | 12    |
| 4     | 45 a 49 | 8     |
| 16    | 40 a 44 | 8     |
| 16    | 35 a 39 | 32    |
| 24    | 30 a 34 | 16    |
| 16    | 25 a 29 | 12    |
| 4     | 20 a 24 | 4     |
| 12    | 15 a 19 | 20    |
| 20    | 10 a 14 | 20    |
| 8     | 5 a 9   | 24    |
| 24    | 0 a 4   | 8     |

## Economia
El 2007 la població en edat de treballar era de 361 persones, 286 eren actives i 75 eren inactives. De les 286 persones actives 272 estaven ocupades (148 homes i 124 dones) i 14 estaven aturades (5 homes i 9 dones). De les 75 persones inactives 34 estaven jubilades, 23 estaven estudiant i 18 estaven classificades com a «altres inactius».

### Ingressos
El 2009 a Cuon hi havia 240 unitats fiscals que integraven 584,5 persones, la mediana anual d'ingressos fiscals per persona era de 15.024 €.

### Activitats econòmiques
Dels 19 establiments que hi havia el 2007, 2 eren d'empreses de fabricació d'altres productes industrials, 4 d'empreses de construcció, 6 d'empreses de comerç i reparació d'automòbils, 1 d'una empresa de transport, 1 d'una empresa d'hostatgeria i restauració, 2 d'empreses immobiliàries, 2 d'empreses de serveis i 1 d'una empresa classificada com a «altres activitats de serveis».
Dels 7 establiments de servei als particulars que hi havia el 2009, 2 eren tallers de reparació d'automòbils i de material agrícola, 1 paleta, 1 guixaire pintor, 1 fusteria, 1 lampisteria i 1 restaurant.
L'únic establiment comercial que hi havia el 2009 era una botiga de roba.
L'any 2000 a Cuon hi havia 10 explotacions agrícoles que ocupaven un total de 581 hectàrees.

## Equipaments sanitaris i escolars
El 2009 hi havia una escola elemental integrada dins d'un grup escolar amb les comunes properes formant una escola dispersa.

## Poblacions properes
El següent diagrama mostra les poblacions més properes.